# Sint-Margaretakerk (Baardegem)

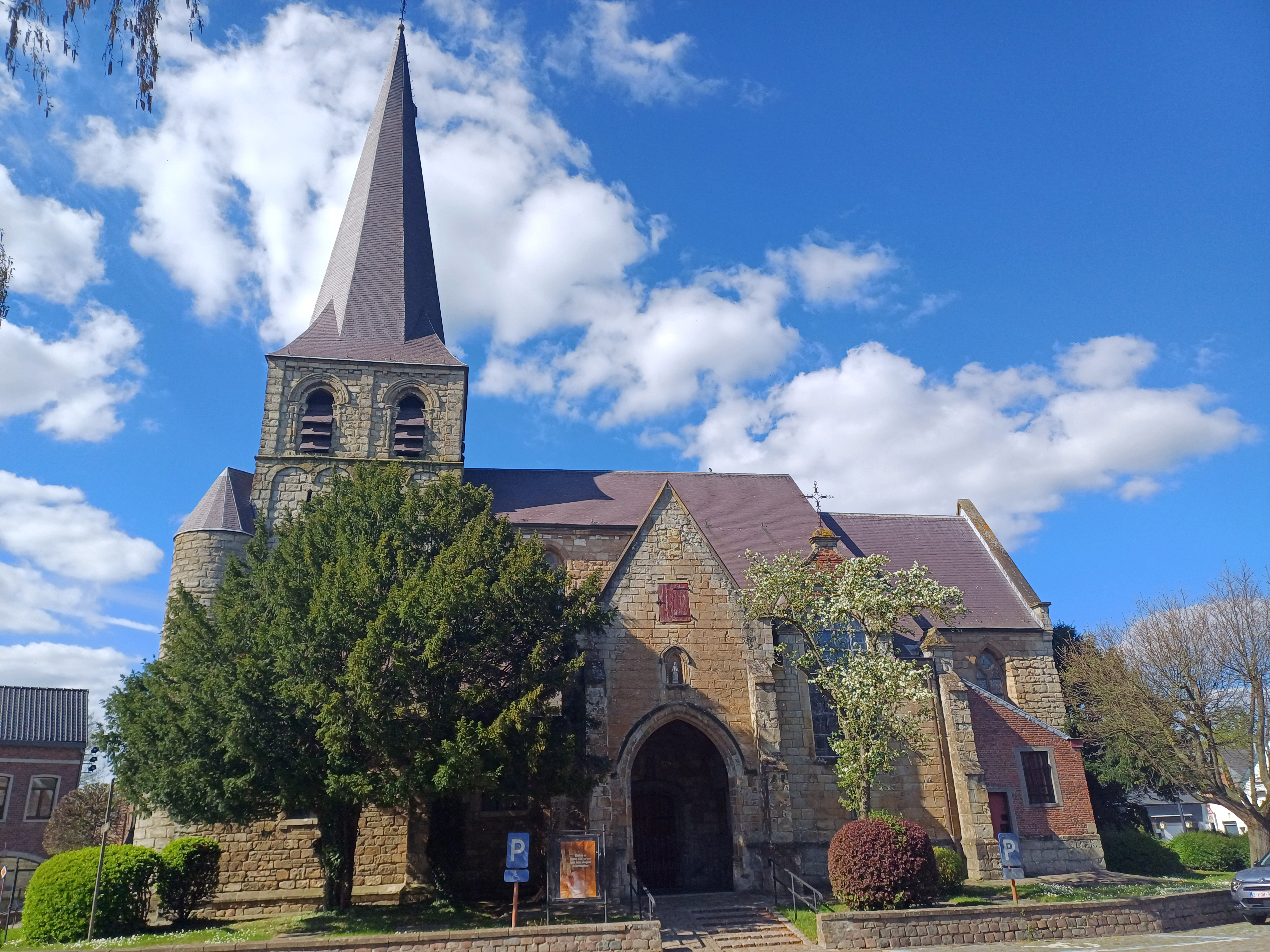
Sint-Margaretakerk

De Sint-Margaretakerk is de parochiekerk van de tot de Oost-Vlaamse gemeente Aalst behorende plaats Baardegem, gelegen aan Baardegem-Dorp 43A.

## Geschiedenis
Tot 1258 vormde Baardegem samen met Meldert één parochie waarvan het patronaatsrecht berustte bij de Abdij van Affligem. In 1258 werd Baardegem een zelfstandige parochie en rond die tijd is een vroegromaans zaalkerkje gebouwd. Later ontstond een laatromaans kerkje waarvan het koor gevormd werd door het oudere kerkje. In de 14e eeuw werd het koor verbouwd en werd een traptoren bijgebouwd. In de 15e eeuw werden de noordelijke transeptarm en het middenschip verbouwd. In de 16e eeuw werd de kerk door brand zwaar beschadigd. In 1629 werdde toren hersteld en rond dezelfde tijd werd het interieur aangepast. In 1666 kwam de zuidelijke transeptarm, in barokstijl, tot stand. In 1750 werden verbouwingen uitgevoerd in classicistische stijl.
Omstreeks 1800 en 1970 vonden restauraties plaats.

## Gebouw
Het gebouw is bijna helemaal gebouwd in Balegemse steen. Het betreft een kruisbasiliek met ingebouwde laatromaanse westtoren (3e kwart van de 13e eeuw) en bijbehorende traptoren (1e kwart van de 14e eeuw). De westgevel heeft een roosvenster. De ingebouwde toren op vierkante plattegrond heeft drie geledingen en een ingesnoerde naaldspits. Het zuidelijk transept heeft een klokgeveltje in barokstijl.
Het koor is iets lager dan het kerkschip.

## Interieur
De kerk bezit een schilderij van Gaspar de Crayer uit 1653, dat de val van Christus en de heilige Veronica verbeeldt. Er zijn twee terracotta-beelden en één houten beeld van Sint-Margareta, mét de draak, uit de 17e eeuw. In Sint-Jozef in terracotta is van 1688. Een terracotta-beeld van Johannes de Doper en Christus, is van ongeveer 1750. Een houten Mariabeeld is van ongeveer 1600, een houten beeld van Sint-Jozef met Kind is van de 2e helft van de 18e eeuw en een houten Christusbeeld is van het eerste kwart van de 18e eeuw.
Er is een 18e eeuwse biechtstoel en een herinneringskruis voor Jan Frans Vonck, één der leiders van de Brabantse Omwenteling (1789-1790). Er is ook een grafsteen voor de familie Vonck.

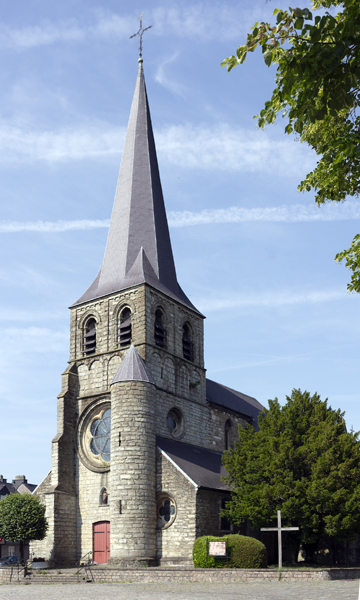
Exterieur
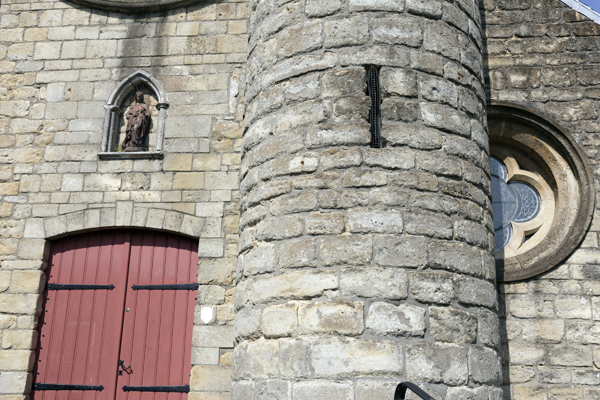
Westgevel met roosvenster
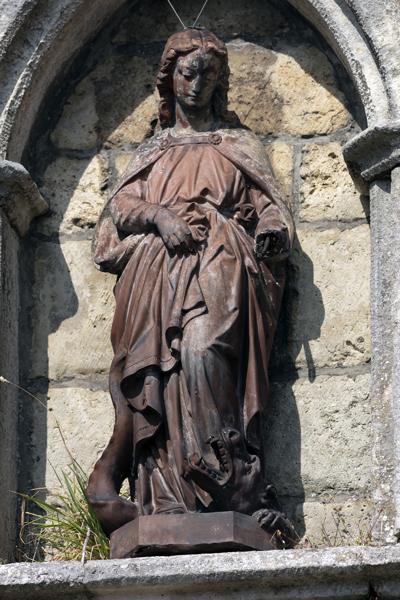
Mariabeeld boven het portaal van de westgevel